# Kurt Kren
Kurt Kren (* 20. September 1929 in Wien; † 23. Juni 1998 ebenda) war ein österreichischer avantgardistischer Filmemacher.

## Biografie
Kurt Kren wurde 1929 als Sohn eines jüdischen Bankangestellten und einer deutschen Mutter in Wien geboren. Von 1939 bis zum Ende des Zweiten Weltkrieges lebte Kren in Rotterdam. 1947 kehrte er nach Wien zurück, wo ihm sein Vater eine Stelle bei der Nationalbank arrangierte.
Die Filmkarriere Kurt Krens begann in den frühen 1950er Jahren, als er experimentelle Kurzfilme im 8-mm-Format drehte. Im Jahr 1957 wechselte er auf 16-mm-Format.
1966 nahm Kren am Symposion „Destruction in Art“ in London teil. 1968 besuchte er zum ersten Mal die Vereinigten Staaten, wo er seine Filme in New York und St. Louis vorführte. Nach der Teilnahme am Happening „Kunst und Revolution“ an der Universität Wien (1968) wurden seine Filme von der Polizei beschlagnahmt und Kren selbst von der Bank gefeuert.
1970 nahm Kren am International Underground Film Festival in London und 1971 am Cannes Film Festival teil. Für fünf Jahre zog er damals nach Köln. 1977 nahm er an der documenta 6 in Kassel teil.
Retrospektive Filmvorführungen fanden 1976 am Londoner National Film Theatre, 1978 und 1979 in New Yorker Museum of Modern Art statt.
Von 1978 bis 1989 lebte Kurt Kren in den Vereinigten Staaten – teilweise im Auto – wo er durch das Land reiste, aber auch Vorführungen und Lektionen an Universitäten und Filmschulen machte. Zwischen 1983 und 1989 arbeitete er als Sicherheitsbeamter im Museum of Fine Arts in Houston.
1989 kehrte Kurt Kren in seine Heimatstadt Wien zurück. Während der 1990er Jahre wurden seine Werke weltweit präsentiert, teilweise auch in den großen Museen und Kultureinrichtungen. Kren war ein Mitgründer des Vienna Institute of Direct Art und der Austrian Filmmakers Cooperative (AFC).
Kurt Kren starb 1998 in Wien an Pneumonie. Er wurde am evangelischen Teil des Wiener Zentralfriedhof bestattet.

## Auszeichnungen
- 1986: Österreichischer Würdigungspreis für Filmkunst[2]

## Kurzfilme
- 1956: Das Walk
- 1956: Rom (Fragment)
- 1956: KlavierSalon 1. Stock
- 1957: Mobiles
- 1957: 1/57: Versuch mit synthetischem Ton (Test)
- 1960: 2/60: 48 Köpfe aus dem Szondi-Test
- 1960: 3/60: Bäume im Herbst
- 1961: 4/61: Mauern pos.-neg. und Weg
- 1962: 5/62: Fenstergucker, Abfall etc.
- 1964: 6/64: Mama und Papa (Materialaktion Otto Mühl)
- 1964: 7/64: Leda mit dem Schwan
- 1964: 8/64: Ana – Aktion Brus
- 1964: 9/64: O Tannenbaum
- 1965: 10/65: Selbstverstümmelung
- 1965: 10b/65: Silber – Aktion Brus
- 1967: 15/67: TV
- 1967: 16/67: 20. September
- 1968: 18/68: Veneciakaputt
- 1969: 23/69: Underground Explosion
- 1971: 26/71: Zeichenfilm – Balzac und das Auge Gottes
- 1975: 31/75: Asyl
- 1976: 32/76: AnW+B
- 1977: 33/77: Keine Donau
- 1977: 34/77: Tschibo
- 1977: 35/77: Dogumenta
- 1978: 36/78: Rischart
- 1978: 37/78: Tree Again
- 1981: 39/81: Which Way to CA?
- 1981: 40/81: Breakfast im Grauen
- 1982: 41/82: Getting warm
- 1983: No Film
- 1985: 44/85: Foot’-age Shoot’-out
- 1988: Trailer
- 1991: Ein Fest
- 1995: Tausendjahrekino
- 1996: 50/96 Snapspots (for Bruce)